# Castello di Viboccone
Il castello di Viboccone era una residenza ducale sabauda situata nell'area dell'odierno Regio Parco di Torino.

## Storia
Il castello venne edificato a partire dal 1568 quando il duca Emanuele Filiberto di Savoia cercò di espandere le proprie residenze costituendo un castello con annessa tenuta da caccia oltre le mura della città di Torino, verso nord. Per fare ciò, per prima cosa acquistò 81 giornate di lavoro di terreno interamente ricoperto da boschi tra la confluenza della Dora Riparia, lo Stura di Lanzo ed il Po. Il figlio di Emanuele Filiberto, Carlo Emanuele I acquistò altri terreni circostanti sino a far arrivare il complesso ad un totale di 600 giornate di estensione.
 Sul sito sorgeva già un borgo abitato piuttosto popoloso chiamato in latino Vicus bocconis (da cui poi il nome del castello) i cui abitanti sarebbero stati asserviti al mantenimento della tenuta ducale. Il palazzo venne edificato su progetto forse dell'architetto milanese Croce, ma molto più probabilmente dell'architetto piemontese Carlo di Castellamonte che concluse poi i lavori attorno ai primissimi anni del Seicento: il complesso prese il nome perciò di "Castello del Viboccone".
 La reggia venne danneggiata dall'assedio subito dalla città di Torino già nel 1640, ma ancora a fine secolo il Theatrum Sabaudiae lo descriveva come "luogo di delizia" e quindi regolarmente in uso. 

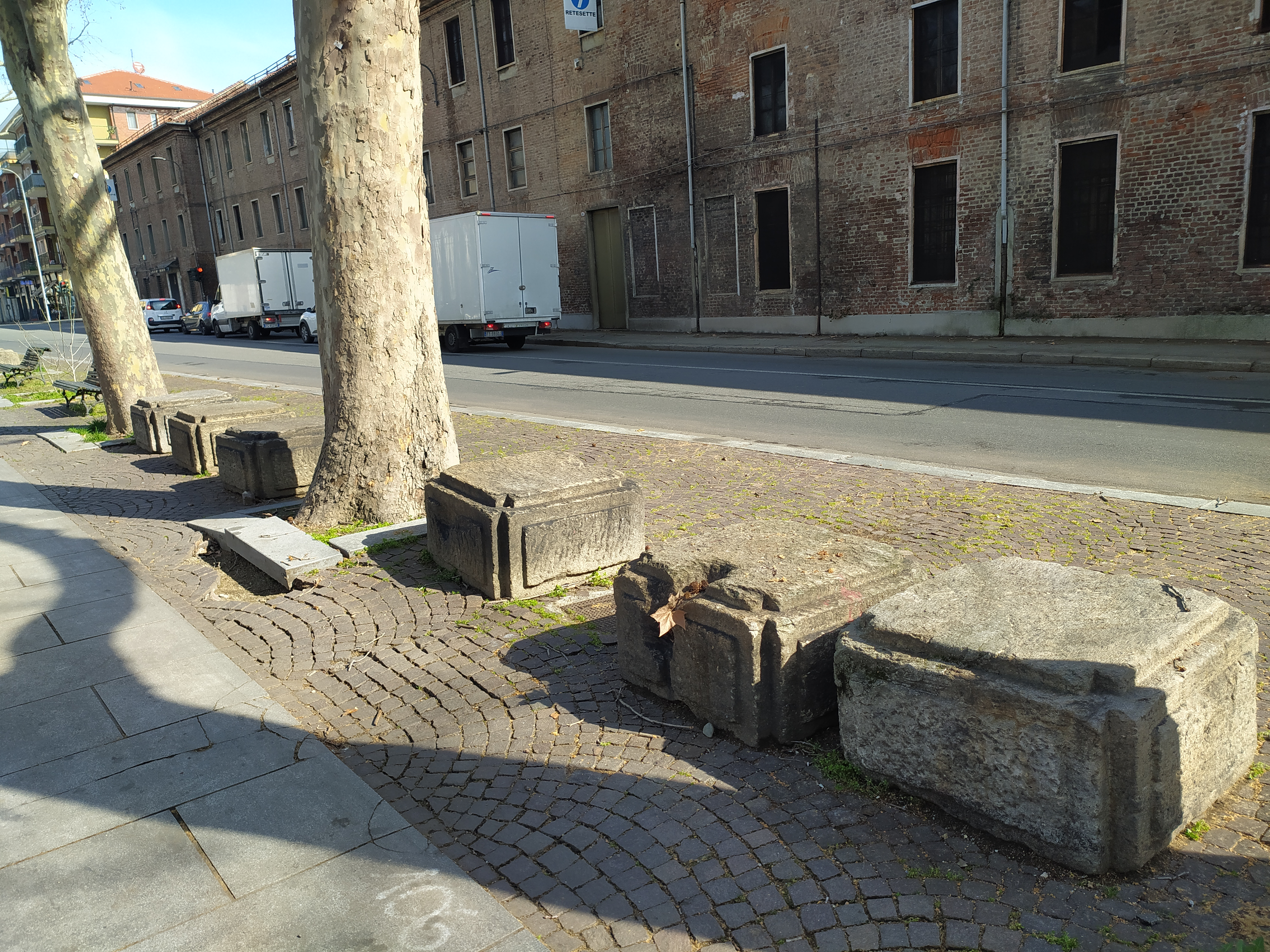
Basamenti delle statue in Piazza Cesare Abba

Il progetto del castello prevedeva scaloni monumentali, portici aperti, colonnati e una grande cupola al centro del complesso, ma non doveva essere di grandi dimensioni considerando che la facciata principale del complesso presentava unicamente sette finestre. Una volta completato, l'interno del castello venne ornato da affreschi del pittore casalese Guglielmo Caccia, detto il Moncalvo. Il parco era solcato da tre canali che Emanuele Filiberto fece realizzare per dare acqua agli splendidi giochi d'acqua del parco. Nel seicento vi soggiornò il generale francese François de Créquy.
Dopo la morte di Carlo Emanuele I i suoi successori persero interesse alla tenuta e quando essa venne completamente distrutta dalle truppe francesi che assediarono Torino nel 1706, il complesso appariva già in rovina. Dopo l'assedio ciò che rimaneva del castello venne quindi smontato, ma il parco rimase di proprietà ducale e divenne un parco cittadino.
Nell'Ottocento sulla superficie occupata un tempo dal castello vennero edificate la Manifattura Tabacchi ed il Cimitero monumentale di Torino. Attualmente non resta niente di visibile del castello, se non le basi di trentasei pilastri disseminati lungo il marciapiede dell'attuale piazza Cesare Abba.
 Un dipinto della seconda metà del Seicento che raffigura il complesso del castello, eseguito da Giovanni Battista Abret, è conservato nella Palazzina di caccia di Stupinigi. Giuseppe Torelli, nel suo Paesaggi e profili, riporta come Torquato Tasso, che si trovava negli anni della costruzione del castello a vivere non lontano dalla residenza sabauda, si sia ispirato ad essa per la descrizione del palazzo di Armida che si può leggere nella Gerusalemme liberata.